# Jet Set Willy
Jet Set Willy es un videojuego de 1984 creado originalmente para ZX Spectrum (y luego llevado a otras plataformas de 8 bits) por Matthew Smith y fue el juego más vendido en Inglaterra en 1984.
Es la segunda parte de Manic Miner, con el que comparte una filosofía y técnica de juego muy particular.

## Argumento
El minero Willy, tras hacerse rico con los tesoros recolectados en la mina de Manic Miner ha organizado una fiesta en su mansión, pero su ama de llaves no le dejará acostarse hasta que haya recogido todos los trastos que han quedado tirados por ahí después de la celebración. Willy tendrá que recorrer su inmensa mansión, así como su jardín, yate y playa particular si quiere dormir algún día.

## Juego
Jet Set Willy es un Juego de plataformas; de hecho, fue uno de los más influyentes dentro del género.
Los controles son sencillos: Izquierda, Derecha y Salto. 
Sus gráficos son por lo general pequeños, de 8x16 píxeles: pero su distribución, variedad y colorido, así como el ingenio a la hora de diseñar las pantallas lo hace muy vistoso y agradable. El número de pantallas es 60 (grande para la época en la que fue escrito: el Manic Miner sólo tenía 20) y el personaje se puede mover libremente por todas ellas (también a diferencia del Manic Miner). Los objetos a recoger se distinguen porque titilan.
Es de destacar el peculiar sentido del humor, algo grueso cuando no surrealista, que el autor destila en los elementos visuales.
Los enemigos son de lo más variado: desde bloques de gelatina a curas-pinocho pasando por pingüinos y seres absolutamente indescriptibles. Estos por lo general son móviles, aunque también tenemos objetos estáticos como pinchos que también matan. En algunas pantallas, y de manera -por lo general- predecible, surgen flechas de los lados de la pantalla que tenemos que evitar. Prácticamente todos los objetos móviles matan, a excepción de las lianas, que además de saltar nos permiten subir a otras pantallas.
Otra manera de morir es por exceso de altura al caer. Esto puede ser muy frustrante, ya que si en caída libre cambiamos de pantalla, al cambiar de vida vuelve a aparecer en la última produciendo una serie de muertes que acaban con nosotros. Afortunadamente SHIFT+BREAK (en el caso del ZXSpectrum) permite recomenzar sin tener que ver la masacre.
Uno de los detalles inéditos que contribuyeron a la jugabilidad fue el sistema de detección de colisiones, que funcionaba a nivel de pixel, permitiendo maniobras extremas por una parte y salvarse por un pelo en muchas ocasiones. Las muertes, obviamente, eran por contacto.
Otra (casi) novedad era el empleo de música de fondo, que el programador ya había utilizado en Manic Miner. Aunque en esta ocasión la melodía corresponde a la popular Si Yo Fuera Rico, de la película El Violinista en el Tejado. Curiosamente, cada vez que se pierde una de las 8 vidas de las que parte el juego, el tono de la música se desplaza ligeramente, cada vez más fuera de tonalidad.

## Error del ático
En el momento en que se penetra en la habitación conocida como "The Attic", se corrompe el mapa produciendo que enemigos desaparezcan, cambien elementos de sitio, y lo que es peor, que al entrar en ciertas pantallas se produzca la muerte repetida del personaje (como es el caso de "The Kitchen").
Aunque Software Projects (editores del juego) asumió que esto estaba hecho a propósito, esto en realidad era debido a que en la susodicha pantalla la trayectoria de una flecha salía de la pantalla e invadía la zona de memoria del juego. Más adelante la casa proporcionó POKEs para resolver el problema.

## Remakes
Ya en la época del Spectrum el fanatismo desatado por el juego provocó un montón de remakes piratas, algunos de los cuales no tiene nada que envidiar al original. No es el caso de la segunda parte, Jet Set Willy II, una ampliación muy pobre y muy poco inspirada que gozó de muy poco éxito.
Algunos de los remakes más populares (¡que superan más de 40 sólo para la versión de 48K del Spectrum!) son los siguientes:
- Willy's New Hat
- The Continuing Adventures of Jet Set Willy
- Join the Jet-Set!
- Spaceman Willy
- Willy's Holiday

Hay una lista muy completa en la página de Andrew Broad dedicada a todos los juegos del minero Willy.
Existen también versiones para PC, como la de Andy Noble.